# Европейска дива котка
Европейска дива котка (Felis silvestris silvestris) е подвид на дивата котка, разпространен в Европа и Кавказ.

## Разпространение
Обитава горите на Западна, Централна и Източна Европа включително България, европейската част на Турция, Шотландия и района на Кавказ. В миналото е напълно изтребена в Скандинавия, Англия и Уелс. Обитава гъсти и диви гори. В Шотландия съществува сериозна заплаха от изчезване на европейската дива котка в резултат на кръстосване с подивели домашни котки. В източните граници на популацията в Украйна, Молдова и Кавказ представителите почти не се кръстосват с домашната котка.

## Физически характеристики
Европейската дива котка е сравнително по-едра от степната и домашната котка. Притежава и сравнително по-гъста козина от тях. По външен вид прилича много на домашната котка.

## Хранене
Две трети от дневното меню на дивата котка представляват гризачи и птици. Понякога могат да нападат малки на по-големи бозайници. Освен човека и ловните кучета техен естествен враг са вълкът и рисът. Лисиците и язовците странят от срещи с дребните хищници поради това, че силите и на трите вида са сравнително равни.

## Размножаване
Бременността продължава 63 – 68 дена, като обикновено се раждат по 2 – 4 малки.. Кърменето продължава около 6 седмици, а още 11 седмици майката осигурява месо от своя улов. Мъжките достигат полова зрялост на 3 години, а женските – още на 9 – 10 месеца.

## Произход
Дивите котки били разпространени в епохата на плейстоцена. Когато ледовете отстъпили на север, котките трябвало да се приспособят към живот в гъсти гори. В Европа те станали изключително редки. На Пиренейския полуостров днес съществуват две форми на европейската дива котка, които по-рано са смятани за отделни подвидове. Обикновената обитава земите на север от реките Дуеро и Ебро, а гигантската иберийска котка (Felis silvestris tartessia) – на юг от тях. В своята книга Pleistocene Mammals of Europe (1963) палеонтологът доктор Бьорн Куртен пише, че тази форма на подвида е съхранила размерите на тези предци, живели в Европа през плейстоцена.